# Sehnerv-Hypoplasie
Die Sehnerv-Hypoplasie ist eine sehr seltene angeborene Erkrankung mit einer Hypoplasie des Sehnervens beidseitig, seltener einseitig.
Synonyme sind: englisch Optic nerve hypoplasia (ONH)
Die Erstbeschreibung einer Aplasie der Papille stammt aus dem Jahre 1877 durch den französischen Arzt W. Briere, eine Sehnerv-Hypoplasie wurde im Jahre 1884 durch H. Magnus beschrieben.

## Verbreitung
Die Erkrankung gilt als dritthäufigste Ursache einer Sehbehinderung bei Kleinkindern. Die Häufigkeit wird auf 1–2 auf 10.000 Kinder angegeben.

## Im Rahmen von Syndromen
Bei folgenden Syndromen ist die Sehnerv-Hypoplasie wesentlicher Bestandteil:
- FHONDA-Syndrom
- Polymikrogyrie mit Sehnerv-Hypoplasie
- Septo-optische Dysplasie

ferner kommt sie vor beim Walker-Dyson-Syndrom.

## Ursache
Der isolierten Sehnerv-Hypoplasie liegen Mutationen im PAX6-Gen auf Chromosom 11 Genort p13 zugrunde, welches für ein Pax-Gen kodiert, vgl. Die Rolle des Pax6-Gens.

## Klinische Erscheinungen
Klinische Kriterien sind:
- meist beidseitige, seltener einseitige Hypoplasie des Sehnervens

Hinzu können Endokrinopathien, Entwicklungsverzögerung und Fehlbildungen des Gehirnes kommen.

## Diagnose
Die Diagnose ergibt sich aus klinischer und bildgebender Untersuchung mittels Magnetresonanztomographie und Optische Kohärenztomografie.

## Differentialdiagnose
Abzugrenzen sind:
- Atrophie des Sehnervens
- Glaukom
- Kolobom des Sehnervens
- Morning-Glory-Syndrom
- Staphylom
- Tilted disc syndrome (Syndrom der »gekippten Sehnervenpapille«)[7]